# Arménie au Concours Eurovision de la chanson 2024
L'Arménie est l'un des trente-sept pays participants du Concours Eurovision de la chanson 2024 qui se déroule à Malmö en Suède. Le pays est représenté par le duo français Ladaniva et leur chanson Jako, sélectionnés en interne par le diffuseur arménien, la Compagnie de télévision publique d'Arménie.

## Sélection interne
La chanson et les représentants arméniens à l'Eurovision 2024 sont sélectionnés en interne par AMPTV. En janvier 2024, les médias locaux et internationaux annoncent que le duo français Ladaniva a été sélectionné, information confirmée par le diffuseur le 9 mars 2024,,. Leur chanson Jako ayant été révélée le 13 mars 2024,. 

## À l'Eurovision
Lors du tirage au sort des demi-finales réalisé le 30 janvier 2024, l'Arménie a été placée dans  la première moitié de la deuxième demi-finale le 9 mai 2024 à laquelle votent l'Espagne, la France et l'Italie. Le pays se qualifie lors de cette demi-finale, en terminant 3ème avec 137 points et participe à la finale le 11 mai 2024, durant laquelle il se classe 8ème avec 183 points collectés. 